# Rodrigo Castillo
Rodrigo Castillo (Venado Tuerto, 26 febbraio 1999) è un calciatore argentino, attaccante del Gimnasia (LP).

## Caratteristiche tecniche
È un centravanti.

## Carriera
Castillo ha iniziato a giocare a calcio nel settore giovanile del River Plate che lo ha acquistato nel 2018 dallo Sp. Rivadavia. Nel 2020 si è trasferito all'Unión (SF) e l'anno seguente al Gimnasia (LP) prima in prestito e nel 2022 a titolo definitivo.
Poche settimane dopo è stato prestato al Dep. Madryn con cui ha disputato una buona stagione in Primera B Nacional con 12 reti in 33 presenze. Ad inizio 2023 ha fatto ritorno al Gimnasia dove ha debuttato il 31 gennaio in Primera División contro il Vélez Sarsfield.

## Statistiche

### Presenze e reti nei club
Statistiche aggiornate al 2 aprile 2024.
| Stagione        | Squadra         | Campionato      | Campionato | Campionato | Coppe nazionali | Coppe nazionali | Coppe nazionali | Coppe continentali | Coppe continentali | Coppe continentali | Altre coppe | Altre coppe | Altre coppe | Totale | Totale | Totale |
| Stagione        | Squadra         | Comp            | Pres       | Reti       | Comp            | Pres            | Reti            | Comp               | Pres               | Reti               | Comp        | Pres        | Reti        | Pres   | Reti   |        |
| --------------- | --------------- | --------------- | ---------- | ---------- | --------------- | --------------- | --------------- | ------------------ | ------------------ | ------------------ | ----------- | ----------- | ----------- | ------ | ------ | ------ |
| 2022            | Dep. Madryn     | PBN             | 33         | 12         | CA              | 3               | 0               |                    | -                  | -                  |             | -           | -           | 36     | 12     |        |
| 2023            | Gimnasia (LP)   | PD              | 9          | 1          | CA+CdL          | 1+4             | 0               | CS                 | 0                  | 0                  |             | -           | -           | 14     | 1      |        |
| 2024            | Gimnasia (LP)   | PD              | 0          | 0          | CA+CdL          | 1+2             | 0               |                    | -                  | -                  |             | -           | -           | 3      | 0      |        |
| Totale carriera | Totale carriera | Totale carriera | 42         | 13         |                 | 11              | 0               |                    | 0                  | 0                  |             | -           | -           | 53     | 13     |        |